# Faistenoy (Oberstdorf)

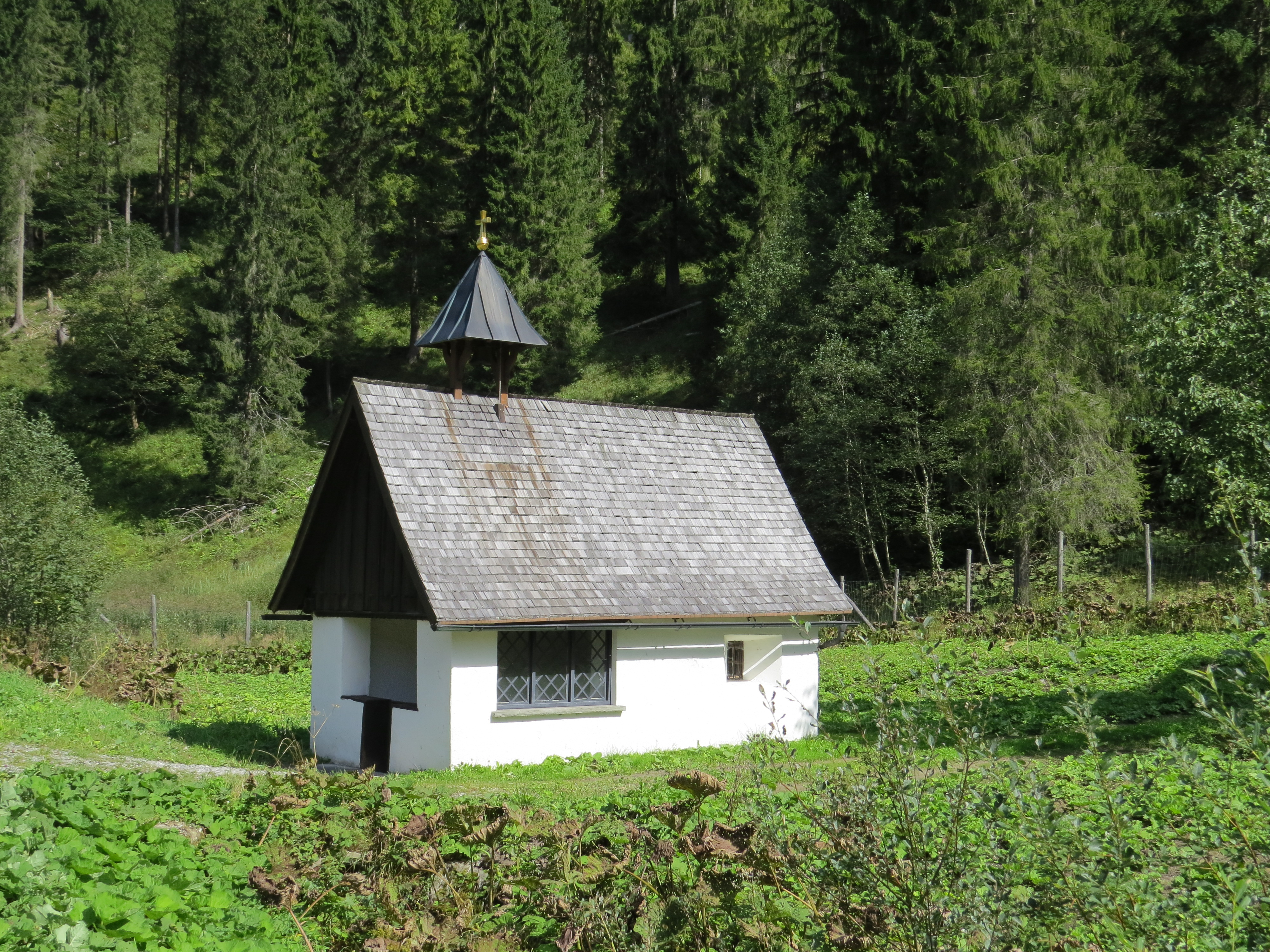
Kapelle St. Wendelin (17. Jh.)

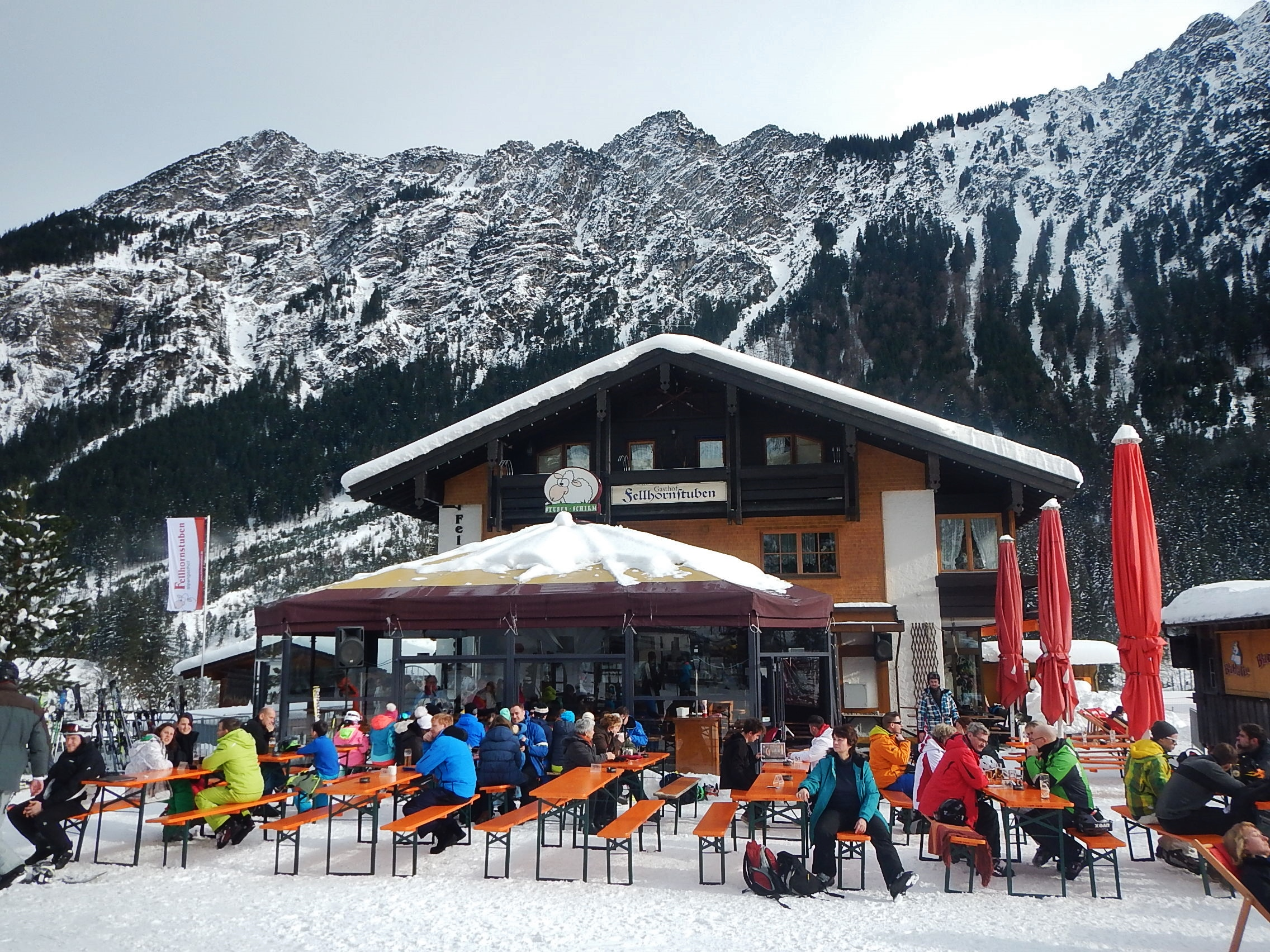
Restaurant Fellhornstuben

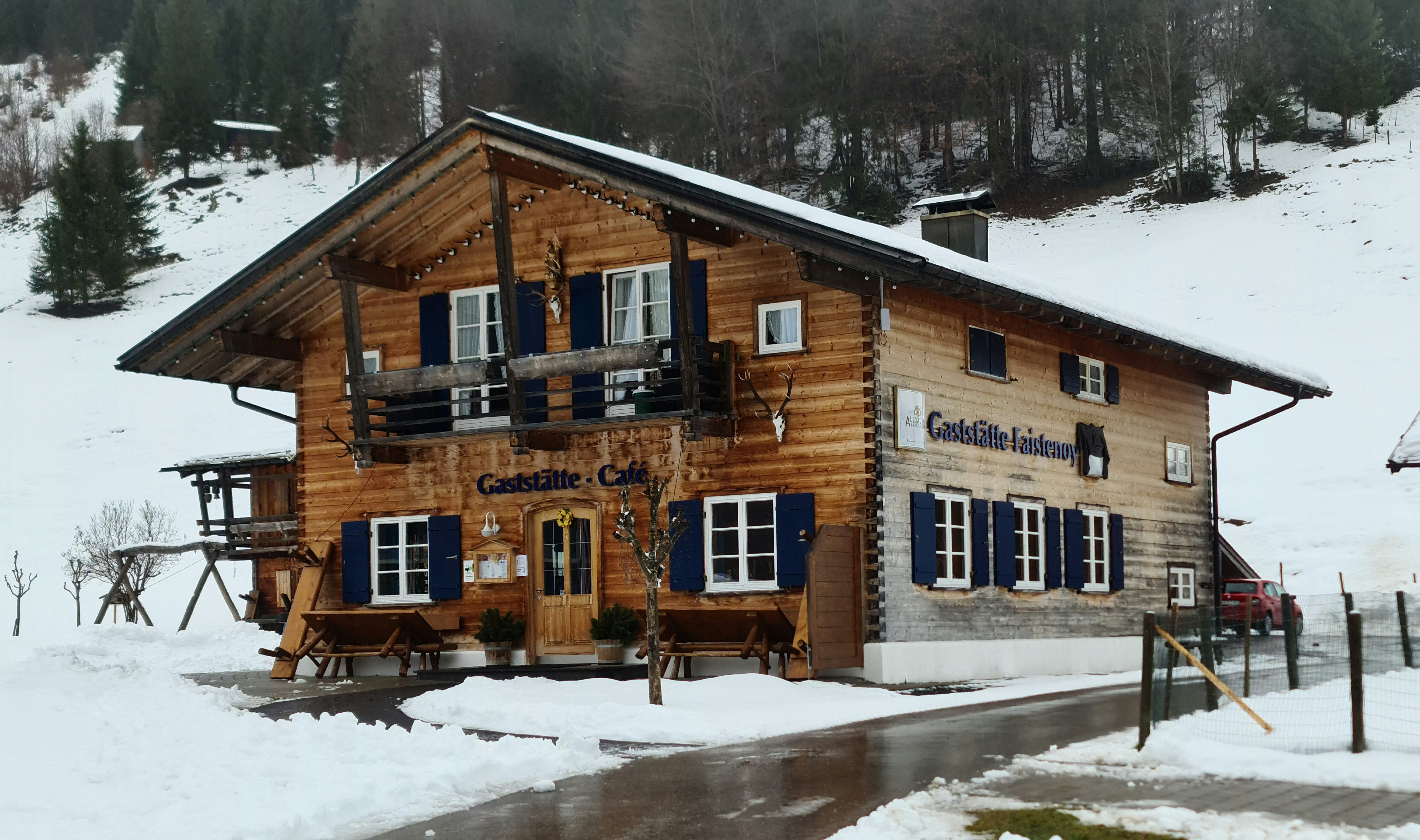
Faistenoy 5

Faistenoy ist ein Ortsteil des Marktes Oberstdorf im bayerischen Landkreis Oberallgäu.

## Geografie
Das Dorf an der Talstation der Fellhornbahn im Stillachtal ist stark touristisch geprägt. Eine Brücke über die östlich des Ortes gelegene Stillach verbindet Faistenoy mit der Straße von Oberstdorf nach Birgsau. In Richtung Süden besteht an der Mündung des Warmatsgundbachs in die Stillach das Warmatsgundkraftwerk.

## Geschichte
Der Name des Weilers leitet sich von wasserdurchflossenen Wiesen (=Oy) ab, die einen guten (=faisten) Ertrag lieferten.
Bereits ab Mitte des 15. Jahrhunderts ist eine Besiedlung des Ortes nachweisbar. Bis ins 19. Jahrhundert wurden die Häuser dort jedoch nur als „Futterhäuser“ genutzt, zu denen im Winter Vieh gebracht wurde, um die Tiere mit dem im Sommer eingelagerte Heu zu füttern. Nachdem das Futter aufgebraucht war, wurde das Futterhaus wieder verlassen.
Eine ganzjährige Behausung im Ort wurde 1848 erstmals erwähnt.

## Baudenkmäler
Siehe: Liste der Baudenkmäler in Faistenoy